# Lista över fornlämningar i Skurups kommun
Lista över fornlämningar i Skurups kommun är en förteckning av ett urval av de fornlämningar som finns i Skurups kommun.

## Hassle-Bösarp
| Namn                       | Lämningstyp | Tillkomsttid | Historisk indelning  | Plats | Läge                 | ID-nr          | Bild                                 |
| -------------------------- | ----------- | ------------ | -------------------- | ----- | -------------------- | -------------- | ------------------------------------ |
| Kishög (Hassle-Bösarp 7:1) | Hög         |              | Hassle-Bösarp, Skåne |       | 55.458564, 13.503783 | 10124900070001 | Ladda upp en bild av detta fornminne |

## Katslösa
| Namn                             | Lämningstyp | Tillkomsttid | Historisk indelning | Plats | Läge                 | ID-nr          | Bild                                 |
| -------------------------------- | ----------- | ------------ | ------------------- | ----- | -------------------- | -------------- | ------------------------------------ |
| Kråkarperkullarna (Katslösa 1:1) | Hög         |              | Katslösa, Skåne     |       | 55.446994, 13.613387 | 10127700010001 | Ladda upp en bild av detta fornminne |
| Kråkarperkullarna (Katslösa 1:2) | Hög         |              | Katslösa, Skåne     |       | 55.447042, 13.614293 | 10127700010002 | Ladda upp en bild av detta fornminne |
| Byhög (Katslösa 2:1)             | Hög         |              | Katslösa, Skåne     |       | 55.459119, 13.606231 | 10127700020001 | Ladda upp en bild av detta fornminne |
| Markhög (Katslösa 14:1)          | Hög         |              | Katslösa, Skåne     |       | 55.467649, 13.632228 | 10127700140001 | Ladda upp en bild av detta fornminne |
| Katsholm (Katslösa 15:1)         | Borg        |              | Katslösa, Skåne     |       | 55.455045, 13.623800 | 10127700150001 | Ladda upp en bild av detta fornminne |
| Torckels hög (Katslösa 21:1)     | Hög         |              | Katslösa, Skåne     |       | 55.447633, 13.612048 | 10127700210001 | Ladda upp en bild av detta fornminne |
| Söllhög (nr 1). (Katslösa 22:1)  | Hög         |              | Katslösa, Skåne     |       | 55.455367, 13.631497 | 10127700220001 | Ladda upp en bild av detta fornminne |
| Söllhög (nr 1). (Katslösa 22:2)  | Hög         |              | Katslösa, Skåne     |       | 55.455437, 13.632586 | 10127700220002 | Ladda upp en bild av detta fornminne |

## Skivarp
| Namn                                    | Lämningstyp                 | Tillkomsttid | Historisk indelning | Plats | Läge                 | ID-nr          | Bild                                      |
| --------------------------------------- | --------------------------- | ------------ | ------------------- | ----- | -------------------- | -------------- | ----------------------------------------- |
| Skivarp 1:1                             | Hög                         |              | Skivarp, Skåne      |       | 55.435225, 13.554770 | 10134100010001 | Ladda upp en bild av detta fornminne      |
| Skivarp 2:1                             | Hög                         |              | Skivarp, Skåne      |       | 55.435510, 13.556156 | 10134100020001 | Ladda upp en bild av detta fornminne      |
| Skivarp 3:1                             | Hög                         |              | Skivarp, Skåne      |       | 55.435157, 13.556713 | 10134100030001 | Ladda upp en bild av detta fornminne      |
| Almehög,Alfehög,Abbelehög (Skivarp 4:1) | Hög                         |              | Skivarp, Skåne      |       | 55.435191, 13.558331 | 10134100040001 | Ladda upp en till bild av detta fornminne |
| Skivarp 5:1                             | Hög                         |              | Skivarp, Skåne      |       | 55.432396, 13.567346 | 10134100050001 | Ladda upp en till bild av detta fornminne |
| Skivarp 6:1                             | Hög                         |              | Skivarp, Skåne      |       | 55.432891, 13.567703 | 10134100060001 | Ladda upp en till bild av detta fornminne |
| Skivarp 7:1                             | Hög                         |              | Skivarp, Skåne      |       | 55.431262, 13.570950 | 10134100070001 | Ladda upp en till bild av detta fornminne |
| Skivarp 7:2                             | Hög                         |              | Skivarp, Skåne      |       | 55.431282, 13.571424 | 10134100070002 | Ladda upp en till bild av detta fornminne |
| Skivarp 8:1                             | Hög                         |              | Skivarp, Skåne      |       | 55.430180, 13.571735 | 10134100080001 | Ladda upp en bild av detta fornminne      |
| Skivarp 8:2                             | Hög                         |              | Skivarp, Skåne      |       | 55.429934, 13.571225 | 10134100080002 | Ladda upp en bild av detta fornminne      |
| Hålehög (Skivarp 9:1)                   | Hög                         |              | Skivarp, Skåne      |       | 55.427263, 13.589850 | 10134100090001 | Ladda upp en till bild av detta fornminne |
| Skivarp 10:1                            | Hällristning                |              | Skivarp, Skåne      |       | 55.423954, 13.564870 | 10134100100001 | Ladda upp en bild av detta fornminne      |
| Stavshög (Skivarp 13:1)                 | Hög                         |              | Skivarp, Skåne      |       | 55.407268, 13.552666 | 10134100130001 | Ladda upp en till bild av detta fornminne |
| Skivarp 17:1                            | Hög                         |              | Skivarp, Skåne      |       | 55.395611, 13.600070 | 10134100170001 | Ladda upp en bild av detta fornminne      |
| Skivarp 18:1                            | Hög                         |              | Skivarp, Skåne      |       | 55.396650, 13.600422 | 10134100180001 | Ladda upp en bild av detta fornminne      |
| Skivarp 19:1                            | Hög                         |              | Skivarp, Skåne      |       | 55.397945, 13.600492 | 10134100190001 | Ladda upp en bild av detta fornminne      |
| Skivarp 20:1                            | Hög                         |              | Skivarp, Skåne      |       | 55.399315, 13.600984 | 10134100200001 | Ladda upp en bild av detta fornminne      |
| Oshögarna (Skivarp 22:1)                | Gravfält                    |              | Skivarp, Skåne      |       | 55.406739, 13.612708 | 10134100220001 | Ladda upp en bild av detta fornminne      |
| Skivarp 26:2                            | Hällristning                |              | Skivarp, Skåne      |       | 55.394027, 13.593703 | 10134100260002 | Ladda upp en bild av detta fornminne      |
| Skivarp 29:3                            | Grav- och boplatsområde     |              | Skivarp, Skåne      |       | 55.397809, 13.598194 | 10134100290003 | Ladda upp en bild av detta fornminne      |
| Skivarp 32:1                            | Gravfält                    |              | Skivarp, Skåne      |       | 55.393220, 13.591295 | 10134100320001 | Ladda upp en bild av detta fornminne      |
| Skivarp 88:2                            | Grav- och boplatsområde     |              | Skivarp, Skåne      |       | 55.408137, 13.603236 | 10134100880002 | Ladda upp en bild av detta fornminne      |
| Skivarp 92:1                            | Hög                         |              | Skivarp, Skåne      |       | 55.408537, 13.598404 | 10134100920001 | Ladda upp en bild av detta fornminne      |
| Skivarp 96:1                            | Hög                         |              | Skivarp, Skåne      |       | 55.430253, 13.545723 | 10134100960001 | Ladda upp en bild av detta fornminne      |
| Skivarp 98:1                            | Hög                         |              | Skivarp, Skåne      |       | 55.413194, 13.551754 | 10134100980001 | Ladda upp en bild av detta fornminne      |
| Wårhög, Vårhögar (Skivarp 108:1)        | Hög                         |              | Skivarp, Skåne      |       | 55.400959, 13.574741 | 10134101080001 | Ladda upp en bild av detta fornminne      |
| Vårhögar (Skivarp 109:1)                | Hög                         |              | Skivarp, Skåne      |       | 55.399593, 13.574414 | 10134101090001 | Ladda upp en bild av detta fornminne      |
| Skivarp 110:1                           | Hög                         |              | Skivarp, Skåne      |       | 55.399816, 13.580054 | 10134101100001 | Ladda upp en bild av detta fornminne      |
| Smörshögar (Skivarp 111:1)              | Hög                         |              | Skivarp, Skåne      |       | 55.399324, 13.584519 | 10134101110001 | Ladda upp en bild av detta fornminne      |
| Smörshög (Skivarp 112:1)                | Hög                         |              | Skivarp, Skåne      |       | 55.398668, 13.589438 | 10134101120001 | Ladda upp en bild av detta fornminne      |
| Hörastintsstenen (Skivarp 115:1)        | Grav markerad av sten/block |              | Skivarp, Skåne      |       | 55.388172, 13.590178 | 10134101150001 | Ladda upp en till bild av detta fornminne |
| Brammahög (Skivarp 133:1)               | Hög                         |              | Skivarp, Skåne      |       | 55.437332, 13.586030 | 10134101330001 | Ladda upp en bild av detta fornminne      |

## Skurup
| Namn                         | Lämningstyp      | Tillkomsttid | Historisk indelning | Plats | Läge                 | ID-nr          | Bild                                      |
| ---------------------------- | ---------------- | ------------ | ------------------- | ----- | -------------------- | -------------- | ----------------------------------------- |
| Skurup 1:1                   | Borg             |              | Skurup, Skåne       |       | 55.488882, 13.457490 | 10134200010001 | Ladda upp en till bild av detta fornminne |
| Skurup 12:1                  | Begravningsplats |              | Skurup, Skåne       |       | 55.474255, 13.477671 | 10134200120001 | Ladda upp en till bild av detta fornminne |
| Skurup 12:2                  | Kyrka/kapell     |              | Skurup, Skåne       |       | 55.474145, 13.477810 | 10134200120002 | Ladda upp en till bild av detta fornminne |
| Skudrup (Skurup 16:1)        | Borg             |              | Skurup, Skåne       |       | 55.467670, 13.518516 | 10134200160001 | Ladda upp en bild av detta fornminne      |
| Kungshögarna (Skurup 24:1)   | Hög              |              | Skurup, Skåne       |       | 55.476645, 13.537452 | 10134200240001 | Ladda upp en till bild av detta fornminne |
| Kungshögarna (Skurup 26:1)   | Hög              |              | Skurup, Skåne       |       | 55.476287, 13.532680 | 10134200260001 | Ladda upp en bild av detta fornminne      |
| Skurup 27:2                  | Borg             |              | Skurup, Skåne       |       | 55.483488, 13.455834 | 10134200270002 | Ladda upp en bild av detta fornminne      |
| Skurup 38:1                  | Hög              |              | Skurup, Skåne       |       | 55.479577, 13.538723 | 10134200380001 | Ladda upp en bild av detta fornminne      |
| Lilla Qvarnhög (Skurup 50:1) | Hög              |              | Skurup, Skåne       |       | 55.493740, 13.531379 | 10134200500001 | Ladda upp en bild av detta fornminne      |
| Tulesholm (Skurup 54:1)      | Borg             |              | Skurup, Skåne       |       | 55.492760, 13.499138 | 10134200540001 | Ladda upp en bild av detta fornminne      |
| Kvarnhög (Skurup 67:1)       | Hög              |              | Skurup, Skåne       |       | 55.492126, 13.539503 | 10134200670001 | Ladda upp en bild av detta fornminne      |
| Öhlhög (Örsjö 31:1)          | Hög              |              | Skurup, Skåne       |       | 55.473567, 13.541054 | 10141900310001 | Ladda upp en bild av detta fornminne      |

## Slimminge
| Namn                       | Lämningstyp | Tillkomsttid | Historisk indelning | Plats | Läge                 | ID-nr          | Bild                                 |
| -------------------------- | ----------- | ------------ | ------------------- | ----- | -------------------- | -------------- | ------------------------------------ |
| Västrahöga (Slimminge 8:1) | Hög         |              | Slimminge, Skåne    |       | 55.502608, 13.539866 | 10134400080001 | Ladda upp en bild av detta fornminne |
| Ålshög (Slimminge 12:1)    | Hög         |              | Slimminge, Skåne    |       | 55.496705, 13.548278 | 10134400120001 | Ladda upp en bild av detta fornminne |

## Solberga
| Namn                                   | Lämningstyp | Tillkomsttid | Historisk indelning | Plats       | Läge                 | ID-nr          | Bild                                      |
| -------------------------------------- | ----------- | ------------ | ------------------- | ----------- | -------------------- | -------------- | ----------------------------------------- |
| Solbergastenen / DR 275 (Solberga 2:1) | Runristning |              | Solberga, Skåne     | Torsjö gård | 55.449027, 13.551544 | 10134600020001 | Ladda upp en till bild av detta fornminne |
| Peder Oxes vinberg (Solberga 3:1)      | Borg        |              | Solberga, Skåne     |             | 55.448351, 13.554620 | 10134600030001 | Ladda upp en bild av detta fornminne      |
| Ormhög (Solberga 7:1)                  | Hög         |              | Solberga, Skåne     |             | 55.442874, 13.545378 | 10134600070001 | Ladda upp en bild av detta fornminne      |
| Torsjöhög (Solberga 8:1)               | Hög         |              | Solberga, Skåne     |             | 55.450932, 13.567548 | 10134600080001 | Ladda upp en bild av detta fornminne      |
| Guhlhög (Solberga 34:1)                | Hög         |              | Solberga, Skåne     |             | 55.445761, 13.559673 | 10134600340001 | Ladda upp en bild av detta fornminne      |

## Svenstorp
| Namn                            | Lämningstyp      | Tillkomsttid | Historisk indelning | Plats | Läge                 | ID-nr          | Bild                                 |
| ------------------------------- | ---------------- | ------------ | ------------------- | ----- | -------------------- | -------------- | ------------------------------------ |
| Svenstorp 2:1                   | Begravningsplats |              | Svenstorp, Skåne    |       | 55.452151, 13.495898 | 10136000020001 | Ladda upp en bild av detta fornminne |
| Linhög, Lindhög (Svenstorp 8:1) | Hög              |              | Svenstorp, Skåne    |       | 55.447299, 13.481838 | 10136000080001 | Ladda upp en bild av detta fornminne |
| Hedehög (Svenstorp 21:1)        | Hög              |              | Svenstorp, Skåne    |       | 55.446011, 13.487825 | 10136000210001 | Ladda upp en bild av detta fornminne |

## Tullstorp
| Namn           | Lämningstyp | Tillkomsttid | Historisk indelning | Plats | Läge                 | ID-nr          | Bild                                 |
| -------------- | ----------- | ------------ | ------------------- | ----- | -------------------- | -------------- | ------------------------------------ |
| Tullstorp 42:1 | Hög         |              | Tullstorp, Skåne    |       | 55.417798, 13.462063 | 10138200420001 | Ladda upp en bild av detta fornminne |

## Villie
| Namn                                 | Lämningstyp  | Tillkomsttid | Historisk indelning | Plats          | Läge                 | ID-nr          | Bild                                      |
| ------------------------------------ | ------------ | ------------ | ------------------- | -------------- | -------------------- | -------------- | ----------------------------------------- |
| Rydsgårdstenen / DR 277 (Villie 4:1) | Runristning  |              | Villie, Skåne       | Rydsgårds gods | 55.513110, 13.596613 | 10139300040001 | Ladda upp en till bild av detta fornminne |
| Villie 6:1                           | Stensättning |              | Villie, Skåne       |                | 55.525630, 13.603877 | 10139300060001 | Ladda upp en bild av detta fornminne      |
| Svenshög (Villie 17:1)               | Hög          |              | Villie, Skåne       |                | 55.494054, 13.597143 | 10139300170001 | Ladda upp en bild av detta fornminne      |

## Västra Nöbbelöv
| Namn                                                 | Lämningstyp             | Tillkomsttid | Historisk indelning    | Plats                  | Läge                 | ID-nr          | Bild                                      |
| ---------------------------------------------------- | ----------------------- | ------------ | ---------------------- | ---------------------- | -------------------- | -------------- | ----------------------------------------- |
| Tinghög (Västra Nöbbelöv 1:1)                        | Hög                     |              | Västra Nöbbelöv, Skåne |                        | 55.432863, 13.599418 | 10140700010001 | Ladda upp en bild av detta fornminne      |
| Västra Nöbbelövstenen / DR 278 (Västra Nöbbelöv 2:1) | Runristning             |              | Västra Nöbbelöv, Skåne | Västra Nöbbelövs kyrka | 55.434872, 13.617108 | 10140700020001 | Ladda upp en till bild av detta fornminne |
| Västra Nöbbelöv 3:1                                  | Hög                     |              | Västra Nöbbelöv, Skåne |                        | 55.445710, 13.612148 | 10140700030001 | Ladda upp en till bild av detta fornminne |
| Västra Nöbbelöv 4:1                                  | Hög                     |              | Västra Nöbbelöv, Skåne |                        | 55.445586, 13.614597 | 10140700040001 | Ladda upp en bild av detta fornminne      |
| Genahög (Västra Nöbbelöv 5:1)                        | Hög                     |              | Västra Nöbbelöv, Skåne |                        | 55.432831, 13.620222 | 10140700050001 | Ladda upp en bild av detta fornminne      |
| 1) Bånghög (Västra Nöbbelöv 6:1)                     | Hög                     |              | Västra Nöbbelöv, Skåne |                        | 55.424498, 13.625583 | 10140700060001 | Ladda upp en bild av detta fornminne      |
| Kumlahögarna (Västra Nöbbelöv 7:1)                   | Hög                     |              | Västra Nöbbelöv, Skåne |                        | 55.418892, 13.632278 | 10140700070001 | Ladda upp en bild av detta fornminne      |
| Kumlahögarna (Västra Nöbbelöv 8:1)                   | Hög                     |              | Västra Nöbbelöv, Skåne |                        | 55.416739, 13.630753 | 10140700080001 | Ladda upp en bild av detta fornminne      |
| Västra Nöbbelöv 16:1                                 | Grav- och boplatsområde |              | Västra Nöbbelöv, Skåne |                        | 55.416653, 13.630563 | 10140700160001 | Ladda upp en bild av detta fornminne      |
| Trulshög (Västra Nöbbelöv 48:1)                      | Hög                     |              | Västra Nöbbelöv, Skåne |                        | 55.428979, 13.614730 | 10140700480001 | Ladda upp en bild av detta fornminne      |
| Västra Nöbbelöv 52:1                                 | Hög                     |              | Västra Nöbbelöv, Skåne |                        | 55.413342, 13.613709 | 10140700520001 | Ladda upp en bild av detta fornminne      |
| Kumlahögarna (Västra Nöbbelöv 53:1)                  | Hög                     |              | Västra Nöbbelöv, Skåne |                        | 55.417984, 13.632049 | 10140700530001 | Ladda upp en bild av detta fornminne      |
| Västra Nöbbelöv 69:1                                 | Hög                     |              | Västra Nöbbelöv, Skåne |                        | 55.431780, 13.629282 | 10140700690001 | Ladda upp en bild av detta fornminne      |
| Skivarp 134:1                                        | Hög                     |              | Västra Nöbbelöv, Skåne |                        | 55.434860, 13.580512 | 10134101340001 | Ladda upp en bild av detta fornminne      |

## Västra Vemmenhög
| Namn                                 | Lämningstyp | Tillkomsttid | Historisk indelning     | Plats | Läge                 | ID-nr          | Bild                                      |
| ------------------------------------ | ----------- | ------------ | ----------------------- | ----- | -------------------- | -------------- | ----------------------------------------- |
| Vemmenhögarna (Västra Vemmenhög 1:1) | Hög         |              | Västra Vemmenhög, Skåne |       | 55.421348, 13.471718 | 10141100010001 | Ladda upp en till bild av detta fornminne |
| Vemmenhögarna (Västra Vemmenhög 1:2) | Hög         |              | Västra Vemmenhög, Skåne |       | 55.421217, 13.470867 | 10141100010002 | Ladda upp en till bild av detta fornminne |
| Vemmenhögarna (Västra Vemmenhög 1:3) | Hög         |              | Västra Vemmenhög, Skåne |       | 55.421386, 13.470454 | 10141100010003 | Ladda upp en till bild av detta fornminne |
| Västra Vemmenhög 4:1                 | Hög         |              | Västra Vemmenhög, Skåne |       | 55.417982, 13.463928 | 10141100040001 | Ladda upp en bild av detta fornminne      |
| Västra Vemmenhög 5:1                 | Hög         |              | Västra Vemmenhög, Skåne |       | 55.420501, 13.465012 | 10141100050001 | Ladda upp en bild av detta fornminne      |
| Björnhög? (Västra Vemmenhög 8:1)     | Hög         |              | Västra Vemmenhög, Skåne |       | 55.440539, 13.471117 | 10141100080001 | Ladda upp en bild av detta fornminne      |
| Västra Vemmenhög 13:1                | Hög         |              | Västra Vemmenhög, Skåne |       | 55.417820, 13.467176 | 10141100130001 | Ladda upp en bild av detta fornminne      |
| Västra Vemmenhög 55:1                | Hög         |              | Västra Vemmenhög, Skåne |       | 55.434463, 13.467396 | 10141100550001 | Ladda upp en bild av detta fornminne      |
| Västra Vemmenhög 64:1                | Kvarn       |              | Västra Vemmenhög, Skåne |       | 55.426829, 13.468491 | 10141100640001 | Ladda upp en bild av detta fornminne      |

## Örsjö
| Namn                             | Lämningstyp  | Tillkomsttid | Historisk indelning | Plats       | Läge                 | ID-nr          | Bild                                      |
| -------------------------------- | ------------ | ------------ | ------------------- | ----------- | -------------------- | -------------- | ----------------------------------------- |
| Kullahög (Örsjö 2:1)             | Hög          |              | Örsjö, Skåne        |             | 55.462793, 13.557695 | 10141900020001 | Ladda upp en till bild av detta fornminne |
| Örsjö 3:1                        | Hög          |              | Örsjö, Skåne        |             | 55.465278, 13.542708 | 10141900030001 | Ladda upp en bild av detta fornminne      |
| Örsjö 4:1                        | Hällristning |              | Örsjö, Skåne        |             | 55.462828, 13.548785 | 10141900040001 | Ladda upp en bild av detta fornminne      |
| Örsjöstenen / DR 276 (Örsjö 6:1) | Runristning  |              | Örsjö, Skåne        | Örsjögården | 55.465610, 13.565604 | 10141900060001 | Ladda upp en till bild av detta fornminne |
| Markhög (Örsjö 25:1)             | Hög          |              | Örsjö, Skåne        |             | 55.482957, 13.563186 | 10141900250001 | Ladda upp en bild av detta fornminne      |
| Lökhög (Örsjö 30:1)              | Hög          |              | Örsjö, Skåne        |             | 55.472775, 13.572564 | 10141900300001 | Ladda upp en bild av detta fornminne      |

## Östra Vemmenhög
| Namn                                                 | Lämningstyp | Tillkomsttid | Historisk indelning    | Plats         | Läge                 | ID-nr          | Bild                                      |
| ---------------------------------------------------- | ----------- | ------------ | ---------------------- | ------------- | -------------------- | -------------- | ----------------------------------------- |
| Väpmannahög. (Östra Vemmenhög 2:1)                   | Hög         |              | Östra Vemmenhög, Skåne |               | 55.418341, 13.505785 | 10142800020001 | Ladda upp en bild av detta fornminne      |
| Östra Vemmenhögstenen / DR 268 (Östra Vemmenhög 3:1) | Runristning |              | Östra Vemmenhög, Skåne | Herremansbron | 55.416343, 13.508693 | 10142800030001 | Ladda upp en till bild av detta fornminne |
| Östra Vemmenhög 4:1                                  | Hög         |              | Östra Vemmenhög, Skåne |               | 55.406532, 13.482101 | 10142800040001 | Ladda upp en bild av detta fornminne      |
| Östra Vemmenhög 5:1                                  | Hög         |              | Östra Vemmenhög, Skåne |               | 55.405831, 13.480781 | 10142800050001 | Ladda upp en bild av detta fornminne      |
| Östra Vemmenhög 6:1                                  | Hög         |              | Östra Vemmenhög, Skåne |               | 55.405034, 13.478905 | 10142800060001 | Ladda upp en till bild av detta fornminne |
| Galgbacken (Östra Vemmenhög 8:1)                     | Hög         |              | Östra Vemmenhög, Skåne |               | 55.412711, 13.474831 | 10142800080001 | Ladda upp en till bild av detta fornminne |
| Östra Vemmenhög 9:1                                  | Hög         |              | Östra Vemmenhög, Skåne |               | 55.422681, 13.494613 | 10142800090001 | Ladda upp en bild av detta fornminne      |
| Östra Vemmenhög 10:1                                 | Hög         |              | Östra Vemmenhög, Skåne |               | 55.423088, 13.490482 | 10142800100001 | Ladda upp en bild av detta fornminne      |
| Tofthög (Östra Vemmenhög 12:1)                       | Hög         |              | Östra Vemmenhög, Skåne |               | 55.420185, 13.533225 | 10142800120001 | Ladda upp en bild av detta fornminne      |
| Östra Vemmenhög 15:1                                 | Hög         |              | Östra Vemmenhög, Skåne |               | 55.398354, 13.503692 | 10142800150001 | Ladda upp en bild av detta fornminne      |
| Östra Vemmenhög 20:1                                 | Hög         |              | Östra Vemmenhög, Skåne |               | 55.402531, 13.526280 | 10142800200001 | Ladda upp en bild av detta fornminne      |
| Östra Vemmenhög 43:1                                 | Hög         |              | Östra Vemmenhög, Skåne |               | 55.402720, 13.480253 | 10142800430001 | Ladda upp en bild av detta fornminne      |
| Granhög? (Östra Vemmenhög 48:1)                      | Hög         |              | Östra Vemmenhög, Skåne |               | 55.405094, 13.516094 | 10142800480001 | Ladda upp en bild av detta fornminne      |
| Lödhög (Östra Vemmenhög 57:1)                        | Hög         |              | Östra Vemmenhög, Skåne |               | 55.422100, 13.524785 | 10142800570001 | Ladda upp en bild av detta fornminne      |
| Östra Vemmenhög 67:1                                 | Fiskeläge   |              | Östra Vemmenhög, Skåne |               | 55.386189, 13.551366 | 10142800670001 | Ladda upp en till bild av detta fornminne |
| Östra Vemmenhög 83:1                                 | Borg        |              | Östra Vemmenhög, Skåne |               | 55.402470, 13.525464 | 10142800830001 | Ladda upp en till bild av detta fornminne |
| Östra Vemmenhög 83:2                                 | Borg        |              | Östra Vemmenhög, Skåne |               | 55.401745, 13.526556 | 10142800830002 | Ladda upp en bild av detta fornminne      |
| Askhög (Svenstorp 3:1)                               | Hög         |              | Östra Vemmenhög, Skåne |               | 55.430101, 13.514553 | 10136000030001 | Ladda upp en bild av detta fornminne      |